# Читалиште шабачко
Читалиште у Шапцу, основано је 29. септембра 1847. године, нешто више од годину дана после оснивања Читалишта београдског. Шабац је пратио Београд у свим културно-просветним акцијама које су тамо започињале. У Шапцу су пре Читалишта постојале две значајне библиотеке – Јеврема Обреновића и проте Јована Павловића. Сада је то Шабачка библиотека.

## Историјат
У име осталих „Читалишта заводећег се чланова и управитеља“, прота шабачки, Јован Павловић, потписао је молбу упућену 1. јула 1847. године, високославном Попечитељству просвештенија“ у којој објашњава побуде већег броја житеља Шапца да по примеру Београда и сами оснују једно читалиште. Две скупштине друштва „одржане 24. и 28. јуна 1847. године“   подстакле су већи број грађана да својим прилозима створе значајан фонд, који ће бити основа за издржавање читалишта. У молби се, такође, наводи да су „за образац и устроеније“ узета правила Читалишта београдског, која се у препису прилажу. Српске новине донеле су вест „да се тамо Читалиште почело заводити“ а Новине Читалишта београдског, објавиле су да су професори шабачке полугимназије већ на Видовдан основали ову иституцију. Међутим, дописник Српских новина демантовао је 1. јула ту вест Новина Читалишта београдског да су професори с неким суграђанима отворили Читалишtе у кући Андре Нешића. Добија се утисак да су ове вести Новина Читалишта београдског повредила сујету званичних представника и носилаца власти „којима напредак рада свог и благосостојаније највише на срцу лежи“ .
На једној од скупштина, званичник Начелства присутнима говорио о потреби и значају ове установе и скупљани су прилози потребни за отварање Читалишта. На истој конференцији изабрана је управа: преседник и потпреседник. Охрабрени уписом великог броја чланова и прилога, јавила се амбиција да Шабачко Читалиште буде најбоље опремљено Читалиште после београдског у Србији, па су састављена Правила Читалишта, по угледу на београдско и достављена Попечитељству просвештенија на одобрење, а такође је одлучено и које ће се новине набављати за шта је задужен један од шабачких трговаца да их доноси из Пеште.
Попечитељство просвештенија подржало је овај захтев, а министарство унутрашњих дела је одобрило правила па је Читалиште шабачко свечано отворено на рођендан кнеза Михаила, 29. септембра 1847. године.
Читалиште је на почетку имало око 200 чланова. Међутим, већ после неколико месеци, овај број се знатно смањио, тако да је крајем 1847. године, било свега 50 чланова. После вести Новина Читалишта београдског, да је, 5. марта 1848. године „Шабачко читалиште основало театар“, у периоду од 1849. до 1859. године немамо података о раду Читалишта. Није сасвим вероватно да је то био период стагнације, пошто је познато да је у Шапцу још од 1837. године радила Гимназија, а да се књига могла наћи у кућама богатих шабачких грађана.
На основу извештаја окружног начелника, датих као одговор на расписе министра просвете од 1860, 1868, 1874. и 1880. године, и кратких весту из штампе, може се реконструисати стање и рад Читалишта шабачког. Начелство јавља министру да ће се у Шапцу отворити Читалиште 20. јануара 1860. године у згради основне школе и да се поред 62 уписана члана очекује да ће их бити више. Исте године, по писању Србских новина, отворена је и недељна школа у коју се уписало преко 400 деце. Следеће сазнање о постојању читаонице, имамо тек 1869. године, када се према писању Србије зна да у Шапцу постоји читаоница, певачка дружина, недељне школе и да варош напредује захваљујући развоју и проширењу трговине.
Године 1870. Читалиште шабачко има 170 чланова, који дају месечни улог од 6 гроша. Сем улога, Читалиште остварује приход и од приређивања јавних предавања и беседа, али и од добровољних прилога. Читалиште је претплаћено на 17 српских и 3 страна листа и поседује књижницу од 206 књига, 24 слике, разне мапе и др. Београдски Исток 1874. године пише о иницијативи Читалишта шабачког за подизање споменика Доситеју Обрадовићу у Кошутњаку, при чему се оснива одбор који је задужен за прикупљање новчаних прилога и упућује се преко српских новина сва читалишта да подрже ову акцију. Последњи извештај о Читалишту шабачком налазимо 1880'. године, када оно броји 111 чланова, члански месечни улог износи 1.4 динара и нема никакву подршку од стране општине. Имало је претплату на 17 домаћих и 6 страних листова, библиотеку од 248 књига, 26 слика и 8 мапа.
После 1880. године, Читаоница у Шапцу се више не спомиње. Књиге су премештене у оквиру Шабачке трговачке омладине, ради поштовања њиховог великог добротвора и трговца Јоце Јовановића, једног и од обновитеља рада Читаонице. Потпуно је извесно да је фонд на почетку Првог светског рата  побацан на гомилу у једно одељење кафане „Златни јелен“ на Баиру, и да су у потпуности изгореле .

## Активности Читалишта
На самом почетку рада а по примеру Читалишта у Београду, Крагујевцу и другим местима, и Читалиште у Шапцу радило је на оснивању театра. Новине Читалишта београдског извештавају 5. марта 1848. године да је „Шабачко читалиште основало театар“ . Позориште је било врло активно, и само у току непуна два месеца од оснивања дало је седам представа. Уз помоћ Читаонице, покренут је рад недељних школа у Шапцу као и преузете су акције скупљања донација ради премештања и обележавања гроба Доситеја Обрадовића мермерним спомеником у Кошутњаку, код Ајдучке чесме.

## Периодика
У последњем извештају о раду Читаонице, од 5. фебруара 1880. године, наводи се списак новина на које је Читаоница била претплаћена, као и остала покретна имовина Читаонице, уз напомену да непокретних имања немају. У истом извештају се спомиње и Читаоница митровачка и даје се и преглед њене имовине. Читаоница шабачка је набављала 23 наслов новина и часописа, од тога 6 на страном језику. Поседовала је 248 књига, 26 слика и 8 мапа.

### Домаћи листови
- Србске новине
- Исток
- Видело
- Застава
- Српски Лист
- Српска Зора
- Јавор
- Стармали
- Глас Црногорца
- Школски лист
- Сељак
- Тежак
- Родољуб
- Хришћански весник
- Фрушка гора
- Отаџбина

### Страни листови
- Pesther journal
- Deutsche Zeitung
- Illustrierte Zeitung
- Presse
- Pesther Lloyd
- Le Danube